# Burglesum

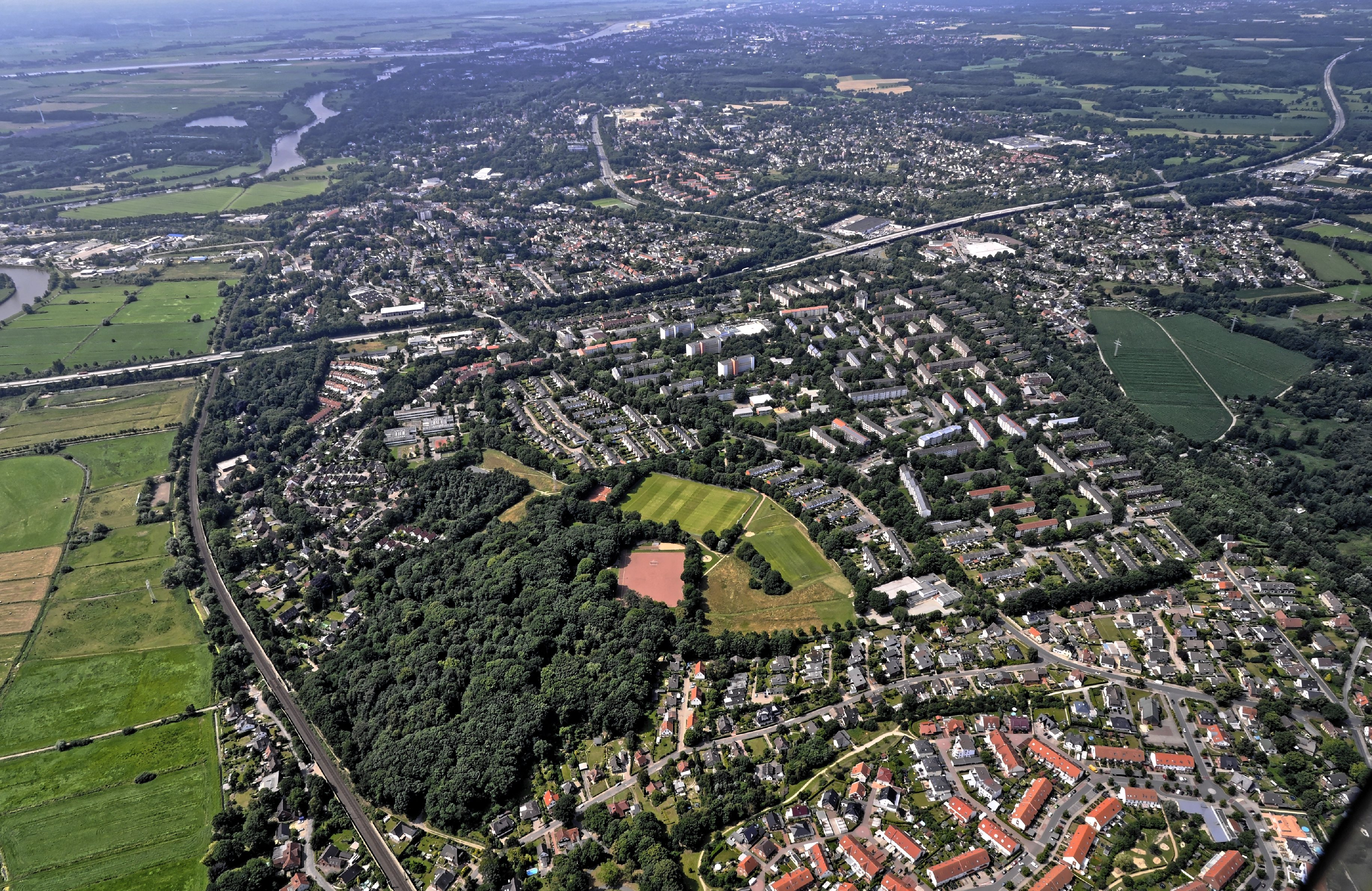
Burglesum von oben

Burglesum (Plattdeutsch Borgleessem) ist ein Stadtteil von Bremen innerhalb des Stadtbezirks Nord.

## Geografie und Ortsteile

### Geografie des Stadtteils
Im Nordosten grenzt der von der Lesum durchflossene Stadtteil an die niedersächsische Gemeinde Ritterhude, im Nordwesten an die niedersächsische Gemeinde Schwanewede, im Westen an den Stadtteil Vegesack und im Süden (von West nach Ost) an die Stadtteile Häfen, Gröpelingen und Blockland.
Der Stadtteil ist durch schroff wechselnde Landschaften geprägt. Die Ortsteile südlich der Lesum – Burg-Grambke und Werderland – befinden sich in einer Marschenlandschaft mit einer Höhe von 1 bis 2 m ü. NHN, Teile Burg-Grambkes (insbesondere die dichter bebauten Bereiche) jedoch auf einer Flugsand-Düne, die bis zu einer Höhe von 6 m ü. NHN aufsteigt. Die Ortsteile nördlich der Lesum – St. Magnus, Lesum und Burgdamm – sind Teil der Bremer Schweiz. Hier verläuft der scharfe südliche Rand der Wesermünder Geest. Die mit 32,5 m ü. NHN höchste natürliche Erhebung in der Freien Hansestadt Bremen befindet sich auf der Geest in dem im Ortsteil St. Magnus gelegenen Friedehorstpark. Der Geestrand entlang der Lesum zeigt im Verlauf des Admiral-Brommy-Wegs einen für Flachland beeindruckenden Höhenunterschied: Die 20-Meter-Höhenlinie liegt vom Niveau der Marsch stellenweise weniger als 150 m entfernt. Die Straßennamen Auf dem Hohen Ufer und Barg up haben hier ihren Ursprung.
Auch der Geestrücken selbst weist im Stadtteil beachtliche Strukturen auf. Der Geestbach Ihle fließt in einem engen Tal, dessen Basis etwa 10 m unter der Höhe der flankierenden Flächen liegt. Lesum, Burgdamm und Burg-Grambke liegen über dem Salzstock Lesum. Mehrere Erdfälle, die infolge eingebrochener Hohlräume im Gipshut des Salzstocks entstanden sind, zeichnen sich noch heute durch kreisförmige Senken in der Landschaft ab. Die Ausmaße dieser Erdfälle zeigt beispielhaft das Ruschdahlmoor: Hier ist in einem Erdfall, dem das nährstoffarme Regenwasser der Umgebung zufloss, ein Hochmoor entstanden. Die Senke misst in Ost-West-Richtung etwa 200 m. Ihre Ostflanke steigt steil – teilweise auf einer Strecke von weniger als 25 m – um 10 m auf. Im Ruschdahlmoor wurden durch Bohrungen 21 m mächtige Torfschichten festgestellt. Es ist also von einer Gesamttiefe des Erdfalles von etwa 30 m auszugehen.
Der Stadtteil Burglesum gliedert sich in die Ortsteile Burg-Grambke, Werderland, Burgdamm, Lesum und St. Magnus:

### Burg-Grambke

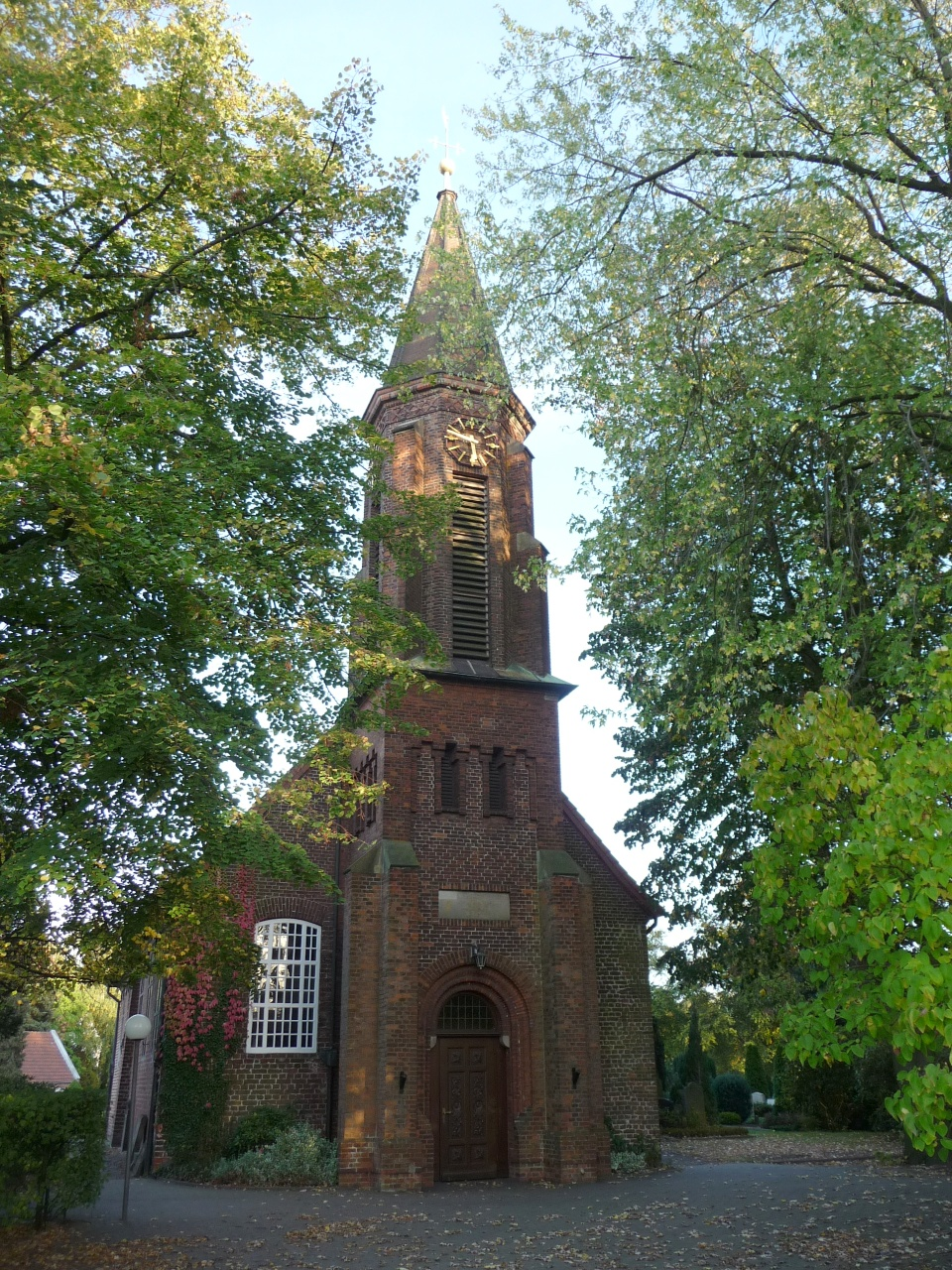
Grambker Dorfkirche

Fläche: 4,57 km², 6.836 Einwohner (1.496 Einwohner je km²)
Der Ortsteil liegt südlich der Lesum zwischen dem Blockland und dem Werderland. Er weist auch noch typische dörfliche Strukturen auf und wird gern auch „Dorf in der Stadt“ genannt. Die Grambker Kirche wurde 1722 im Barockstil erbaut und 1864 mit einem neugotischen Turm versehen. Im Ortsteil steht das große Schulzentrum Alwin-Lonke-Straße.
In Burg-Grambke befinden sich der Grambker See, der Grambker Feldmarksee (Naturschutzgebiet), der Sportparksee Grambke und der durch die Bahnstrecke Bremen–Bremerhaven zweigeteilte Burger See.
Der Feldmarksee ist von Birken, Eschen und einem naturnahen Schilfgürtel umgeben. Der 2002 ausgehobene Sportparksee Grambke ist wesentlich größer und misst etwa 1,2 km Länge. Aufgrund seiner guten Wasserqualität ist er zum Baden geeignet und wurde mit entsprechenden Einrichtungen versehen, wie z. B. einer DLRG-Station. Im Gegensatz zum Feldmarksee liegt er sehr viel ruhiger und abgeschiedener.
Burg-Grambke grenzt an den Bremer Industriepark, in dem sich unter anderem die Arcelor Bremen (früher Klöckner-Hütte bzw. Stahlwerke Bremen) befindet. Die übrigen Teile des Gewerbegebietes wurden auf Gelände errichtet, das lange Jahre als Reservefläche zum Stahlwerk gehörte, aber nicht gebraucht wurde.

### Werderland

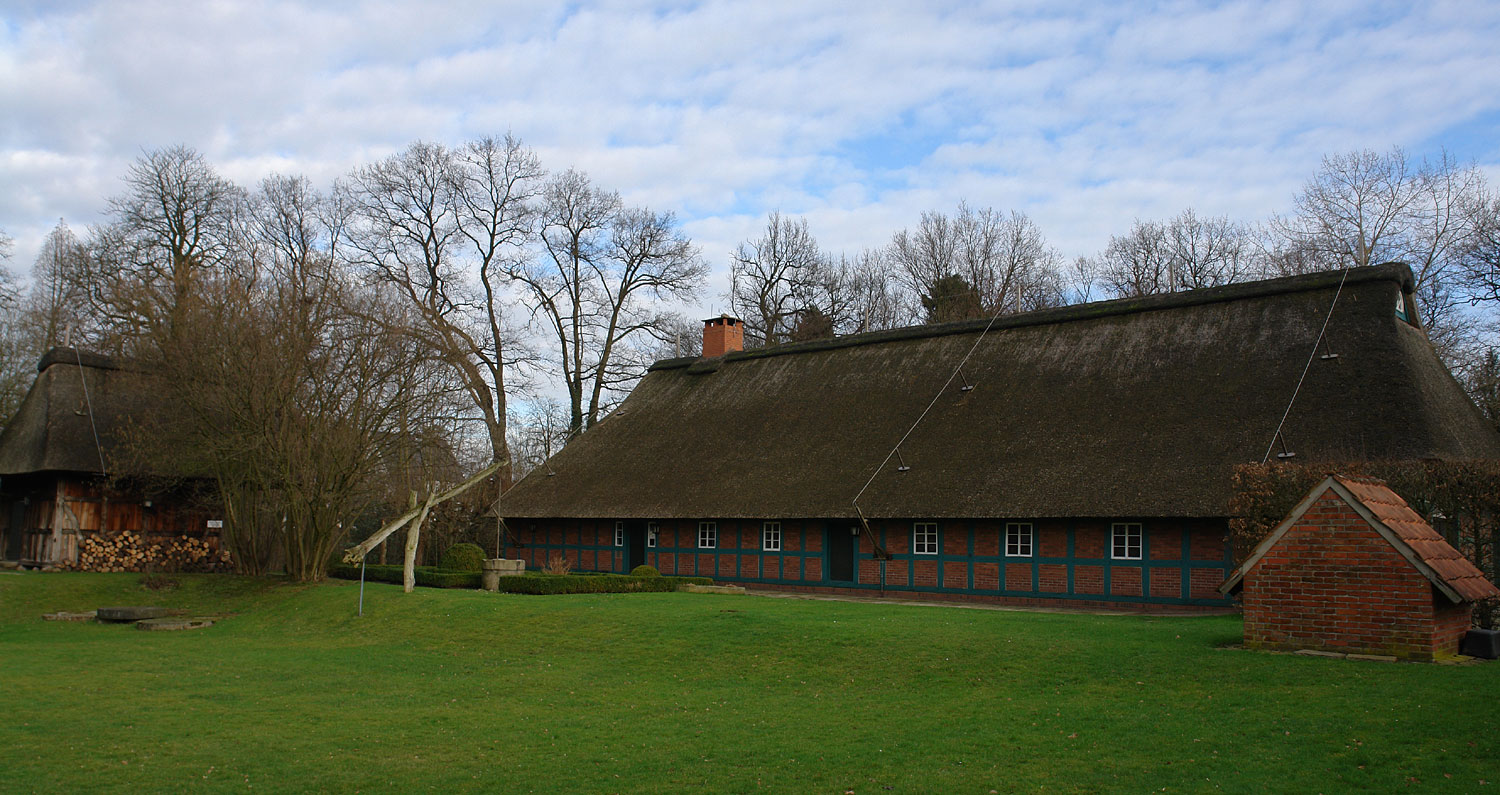
Haus Mittelsbüren im Park des Focke-Museums

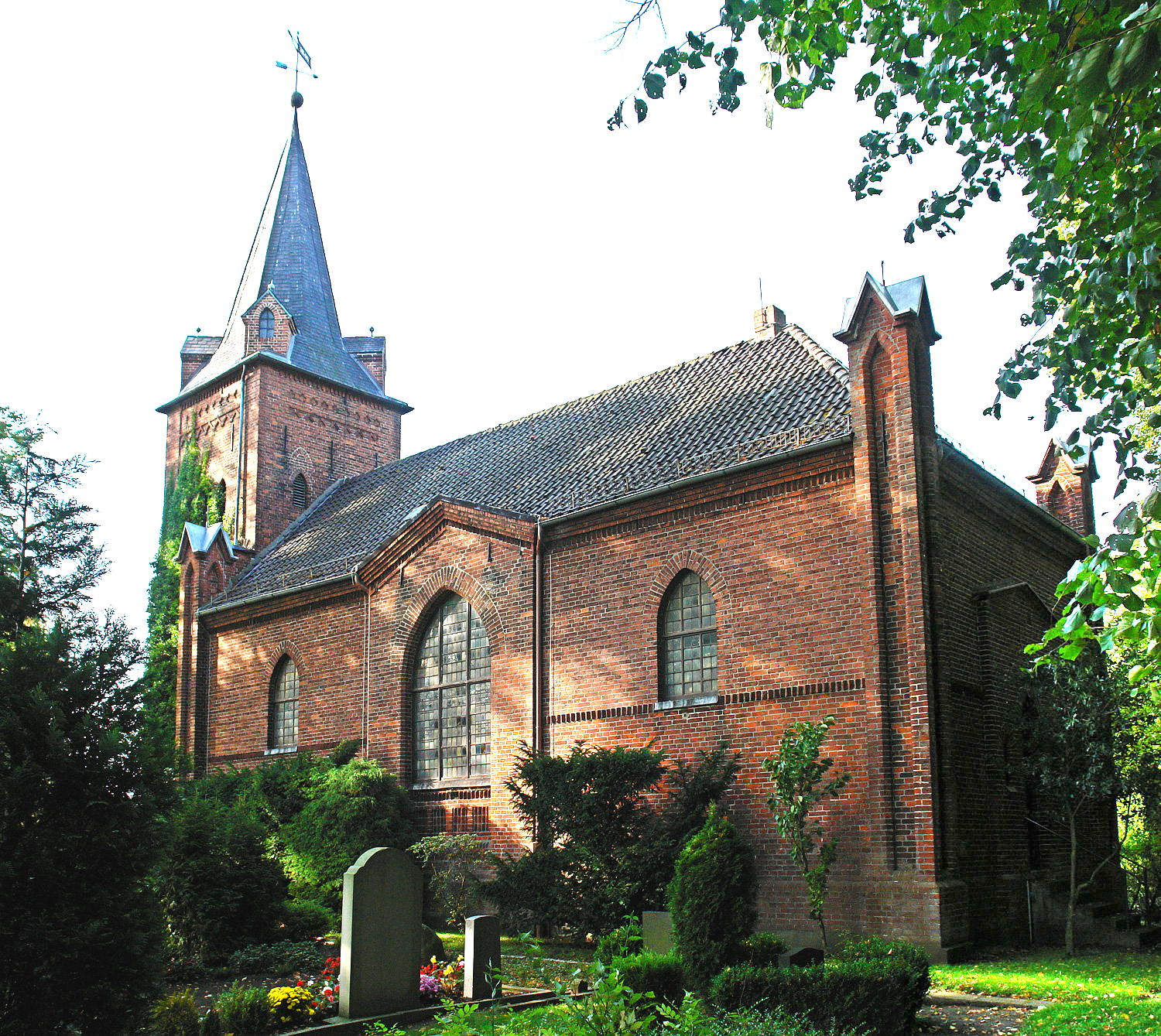
Moorlose Kirche

Fläche: 10,94 km², 320 Einwohner (29 Einwohner je km²)
Der zwischen den Flüssen Lesum und Weser gelegene Ortsteil Werderland besteht aus offener, baumarmer Marschenlandschaft. Entlang der Lesum erstreckt sich die Ortschaft Lesumbrok, weiter südlich an der Weser die Ortschaft Niederbüren sowie der Rest des in den 1950er Jahren im Rahmen der Industrieansiedlung im Werderland zum größten Teil aufgegebenen Dorfes Mittelsbüren. Ein dort abgetragenes Bauernhaus aus dem 16. Jahrhundert wurde im Park des Focke-Museums in Bremen-Schwachhausen im Original wieder aufgebaut und ist zu besichtigen. Von Mittelsbüren ist der Bereich um die im neugotischen Stil 1846/47 erbaute Moorlosenkirche (= niederdeutsch für „mutterlose“, d. h. allein stehende Kirche), mit einer Schiffanlegestelle erhalten.
Der östliche Teil des Werderlandes wurde in den 1950er Jahren mit dem Bau der Klöckner-Werke, jetzt ArcelorMittal Bremen GmbH, aus dem Ortsteil ausgegliedert und als Ortsteil Industriehäfen dem Stadtteil Häfen zugeschlagen. 1996 wurde das zentrale Werderland als Naturschutzgebiet ausgewiesen. Ebenfalls unter Naturschutz steht der Dunger See. Mit Vegesack ist das Werderland durch das Lesumsperrwerk verbunden, das von 1971 bis 1974 für den Hochwasserschutz errichtet wurde.

### Burgdamm
Fläche: 4,17 km², 10.987 Einwohner (2.635 Einwohner je km²)
Die Gemeinde Burgdamm entstand 1860 aus den Gemeinden Marßel, Burgdamm und Vorburgdamm. Burgdamm wurde am 1. Juni 1936 in die Gemeinde Lesum eingegliedert und kam als Teil von Lesum 1939 zur Stadt Bremen. Heute besteht der Ortsteil im Wesentlichen aus zwei Quartieren, die durch die Bundesautobahn 27 getrennt sind:
Zwischen der A 27 und der westlich gelegenen Bremerhavener Heerstraße einschließlich beider Seiten der Stader Landstraße liegt ein vorwiegend durch ältere Bebauung geprägtes Gebiet auf der Geest. Südlich davon, unterhalb der Geestkante verläuft die Bahnstrecke nach Bremerhaven. Im Bereich der Marsch herrscht landwirtschaftlich genutztes Grünland vor. Beiderseits des 1388 errichteten Steindamms, der von der Burg nach Marßel führte, befindet sich ein Gewerbegebiet. Der Bahnhof Bremen-Burg liegt westlich davon.
Östlich der A 27 befindet sich das Marßeler Feld, kurz Marßel genannt. In den 1960er Jahren entstand im Rahmen des sozialen Wohnungsbaus eine zeitentsprechende Großsiedlung für heute rund 6000 Einwohner. In Marßel befindet sich am Pellenspark die Bezirkssportanlage. Der Ortsteil grenzt an Ritterhude und der Ritterhuder Schweiz mit der Hamme als  Quellfluss der Lesum, die die Südgrenze des Ortsteils bildet.

### Lesum

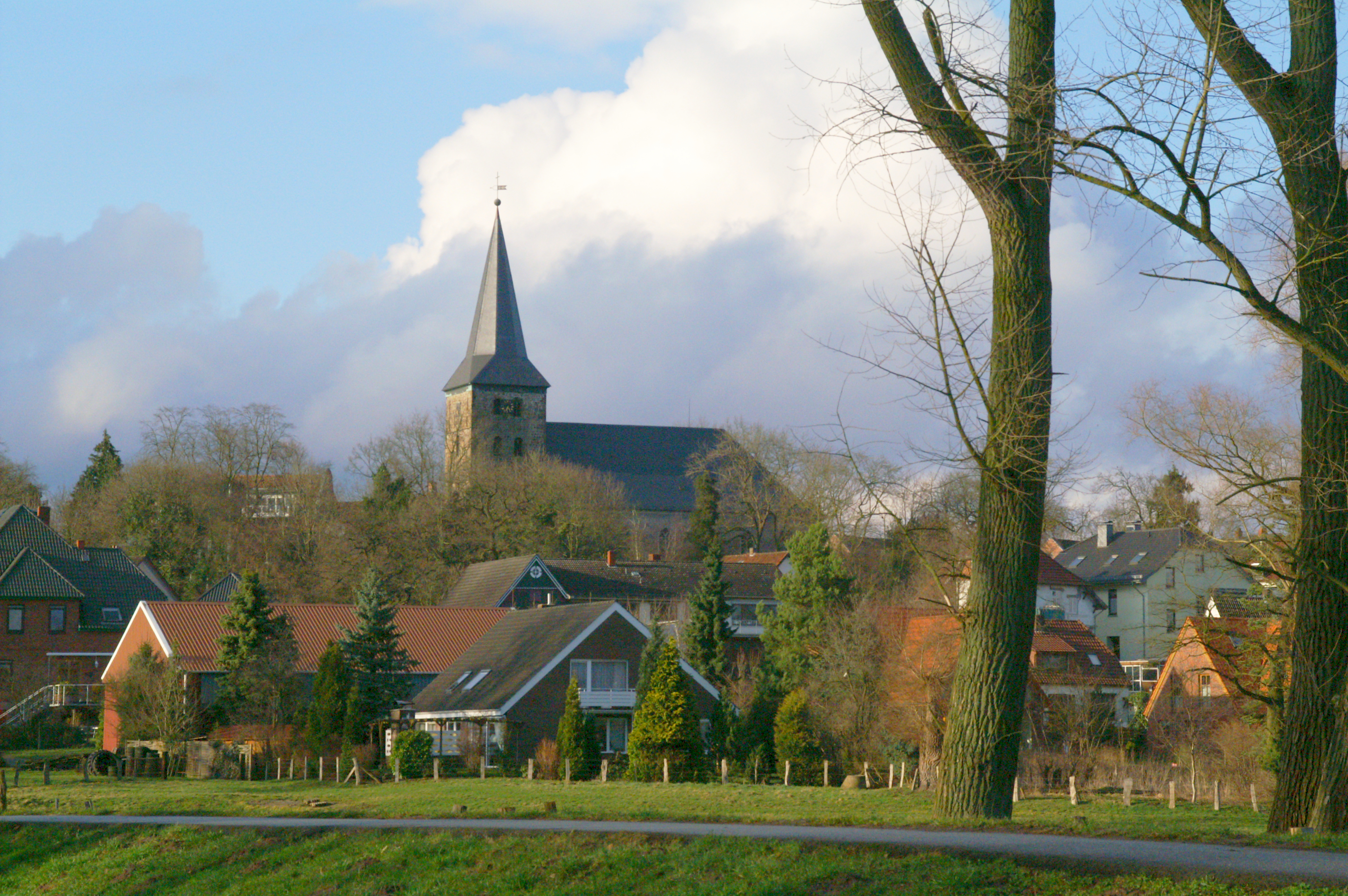
St.-Martini-Kirche in Bremen-Lesum, Sicht vom Lesumhafen

Fläche: 3,37 km², 9.544 Einwohner (2.832 Einwohner je km²)
Lesum wird latinisiert auch Lesmona genannt. Lesum ist das historische und kulturelle Zentrum; hier befindet sich das Ortsamt.
Sehenswert ist die im Ortskern inmitten des alten Lesumer Friedhofs auf einem Hügel gelegene St.-Martini-Kirche, umgeben von Grabsteinen aus dem 17. bis 19. Jahrhundert. Von dem ursprünglichen Bau ist der romanische Turm aus der Zeit um 1200 erhalten. Das Kirchenschiff wurde 1778/1779 als barocker Saalbau neu aufgeführt. Der neuere ev. Friedhof Lesum ist an der Bördestraße.

### St. Magnus

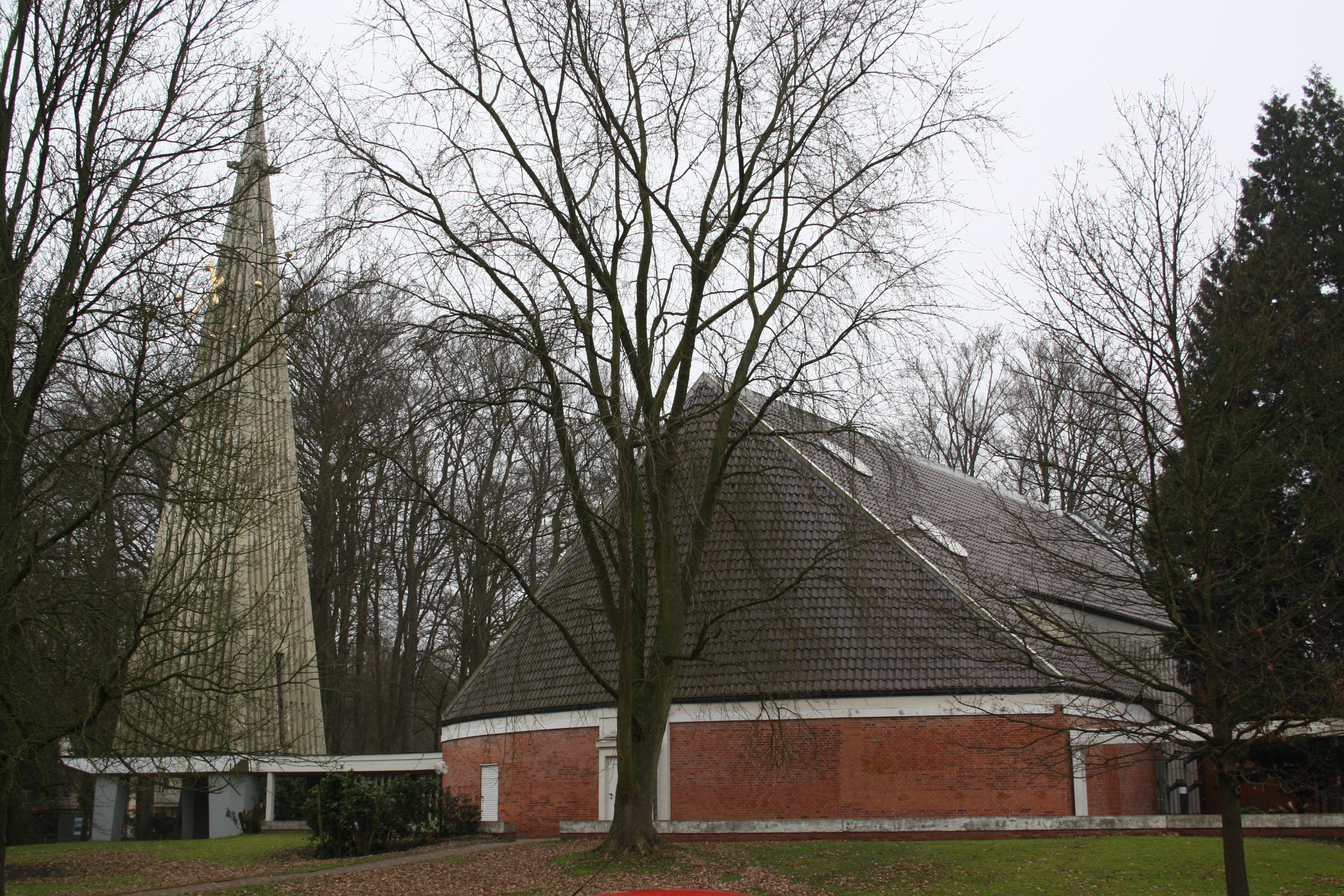
St.-Magni-Kirche in St. Magnus

Fläche: 2,86 km², 6.711 Einwohner (2.347 Einwohner je km²)
St. Magnus war bis zu seiner Eingliederung in die Gemeinde Lesum am 1. Juni 1936 eine eigenständige Gemeinde und kam als Teil von Lesum 1939 zur Stadt Bremen. Zuvor waren 1908 die beiden Gemeinden Friedrichsdorf und Neu Schönebeck in die Gemeinde St. Magnus eingegliedert worden.
St. Magnus ist heute ein durchgrünter und ruhiger Wohnstandort an der Lesum.
In dem ca. 65 ha großen Knoops Park findet seit 1994 das Kulturfestival Sommer in Lesmona statt, bei dem unter anderem die Deutsche Kammerphilharmonie Bremen Freiluftkonzerte gibt. Der Park ist nach dem Fabrikanten Baron Ludwig Knoop benannt, dem früheren Eigentümer des Geländes. Der sich lesumabwärts anschließende Teil des Parks mit dem unter Denkmalschutz stehenden klassizistischen Haus Lesmona ist der tatsächliche Schauplatz der Haupthandlungen des autobiografischen Romans Sommer in Lesmona von Marga Berck, der mit Katja Riemann verfilmt wurde.
Im Friedehorstpark (auch Lehnhofpark genannt), der eine Fläche von ca. 9 ha einnimmt, befindet sich die mit 32,5 m ü. NHN höchste natürliche Erhebung in der Freien Hansestadt Bremen.
In St. Magnus befindet sich die Hauptkirche der evangelisch-lutherischen Kirchengemeinde St. Magni, die zur bremischen evangelischen Kirche gehört und neben dem Ortsteil St. Magnus auch den zum Stadtteil Vegesack gehörenden Ortsteil Schönebeck und Teile der niedersächsischen Gemeinde Schwanewede umfasst. Der moderne, schlichte Kirchenbau stammt von 1967 und wurde Mitte der 1990er Jahre unter Denkmalschutz gestellt.

## Geschichte

### Die Namen
- Lesum hieß 860 Liastmona, und 1062 Liestmunde[17], 1083 Liesmunde und um 1187 auch Lesmona. Das bedeutet: an der Mündung der Lieste, also der Lesum gelegen.
- Lesumbrok hieß 1243 Lesmundbroke, 1311 Lesmerboke und 1385 Lesmunderbroke. Es war das von Lesum aus kolonisierte Bruchland, also ein Sumpfland. Hier steht das älteste Niedersachsenhaus in Bremen, der Spiegelhof von 1667.
- Burg hieß 1277 Borch und 1371 Borgh. Der Ort der ersten Burg ist nicht bekannt. Mitte des 14. Jahrhunderts errichteten Erzbischof und Stadt zusammen eine neue Burg. Zu deren Unterhalt stellte der Erzbischof 1350 die bisher allein dem Erzbistum unterstehenden Gohe Blockland und Werderland zur Verfügung.
- Burgdamm (Borchdamm upen damm) war der 1388 gebaute Damm nördlich der Lesum vom Geestrand zur Brücke, noch heute durch die Straße Steindamm gekennzeichnet.
- Grambke hieß um 1200 Grambeke (1222: Grambecke) und war der Name einer Ministerialenfamilie, die hier ihren Sitz hatte.
- Grambkermoor wurde 1281 als More erwähnt und die Einwohner waren de bur thon More.
- St. Magnus leitet sich von der mittelalterlichen Kapelle St. Magnus ab. Welcher heilige Magnus der Namensgeber der Kapelle war, ist nicht belegt.
- Werderland ist im Allgemeinen ein Landstrich zwischen Fluss und einem stehenden Gewässer. Das Werderland war früher eine Insel, die von einem Flussarm der Weser gebildet wurde. Der Name ist seit dem 14. Jahrhundert überliefert.
- Marßel hieß 1243 Mercele und 1388 Marsele und war der Name eines Rittergeschlechts, dessen Angehörige um 1185 Ministerialen des Erzbischofs von Bremen waren.
- Dunge wurde 1309 Dunck und 1334 Dungen genannt.

### Vor- und Frühgeschichte
Gestaltet wurde die Landschaft von mehreren Eiszeiten des Pleistozän und den dazwischen liegenden Wärmeperioden. Die Eiszeiten gestalteten die Landschaft völlig neu und beeinflussten auch den Verlauf der Weser und der Lesum.
Die zurückziehenden Eiszeiten gaben den Weg für das Urstromtal der Weser nach Norden wieder frei. Das Urstromtal prägte auch die Burglesumer Landschaft.
Um 300 – 200 v. Chr. erfolgte – belegt durch Funde – die Besiedlung durch die germanischen Chauken. Um 350 n. Chr. verfällt der Chaukenstaat und geht in den Stammesverband der Sachsen (ab 16. Jh. Niedersachsen) auf. Grabungsfunde von 1992 in Grambke (Oslebshauser Heerstraße/Autobahn A 281) belegen Grubenhäuser und Webhäuser aus der Sachsenzeit um 500.
Um 550 fielen die Sachsen auch aus diesem Gebiet in England ein. Es siedelten sich zunehmend nunmehr auch Friesen in diesem Gebiet an. An der Grambker Dorfstraße wurde bei Grabungen in den 1990er Jahren Friesenkeramiken von 700 – 900 und ein Brunnen von 850 gefunden.

### Vom Mittelalter bis 1600

#### Erste Erwähnungen
Die ersten urkundlichen Erwähnungen waren von Lesum um 860, von Grambke 1185, von Lesumbrok 1201, von der Burg an der Lesum 1277, vom Grambkermoor als More 1281, vom Werderland im 14. Jahrhundert, von St. Magnus Mitte des 14. Jahrhunderts und von Burgdamm (Damm) 1388. Die Landgüter Groß- und Kleindunge fanden 1139 erstmals Erwähnung.

#### Lesums Anfänge
- Um 860 wurde Lesum erstmals erwähnt. Es war ein Reichslehen, zu welchem 700 Hufen entlang der Weser bis etwa Cuxhaven und im Land Hadeln gehörten. Belehnt waren mit Lesum wohl Grafen aus dem Hause der Billunger, zuletzt der 1011 verstorbene Graf Liudger. Seine Witwe, die heilige Emma von Lesum, behielt Lesum als Witwenlehen.
- Nach ihrem Tod 1038 fiel Lesum an das Reich zurück und wurde zunächst zum Unterhalt der jeweiligen Königin genutzt.
- 1062 schenkte König Heinrich IV. dem Bremer Erzbischof Adalbert den Königshof Lesum (Liestmunde) mit den 700 Hufen.[17] Adalbert baute eine Kapelle und weihte sie dem Heiligen Magnus.
- Lesum war ein eigenständiges Kirchspiel. Die Kirche St. Martini wurde 1235 erstmals genannt, ist aber sicherlich älter. Sie gehörte ab 1235 den Zisterziensern. Ab dem 14. Jahrhundert gehörte sie dem Bremer Domkapitel. 1778 wurde das Kirchenschiff abgerissen und als barocker Saalbau neu aufgebaut. Nur der Turm aus dem Mittelalter verblieb.

#### Das Goh Werderland
- Das Werderland bildete ein Goh, das von Utbremen bis Burg reichte, geführt von „Gohgräfen“ als Richtern, die früher erzbischöfliche Ministerialen u. a. von Gröpelingen waren. Im 15. Jahrhundert war der Bremer Rat zuständig. Das Landgericht tagte bei der Kirche in Burg. 1741 fiel der nördliche Teil des Werderlandes an das Kurfürstentum Braunschweig-Lüneburg (später Hannover). 1803 kam auf Grund des Reichsdeputationshauptschlusses das Goh zu Bremen und bestand noch bis 1811. Zum Goh gehörten die Dörfer Burg, Burgdamm, Grambke, Grambkermoor, Lesumbrok und Dunge.
- Am Lesumübergang befand sich im 13. Jahrhundert eine Burg (Borch), um die sich das Dorf Burg entwickelte. Die Kirche St. Nikolaus wurde hier im 13. Jahrhundert gegründet.
- Im Jahr 1350 wurde über die Lesum eine Brücke gebaut und 1388 ein Damm angelegt, der die Lesumer Geest erschloss; Burgdamm begann sich hier als Dorf zu entwickeln.
- Das Dorf Grambke gehörte zum Erzstift Bremen und im 15. Jahrhundert zum Goh Werderland.
- Das Dorf Grambkermoor lag auch im Goh Werderland. Es blieb bis 1850 eine selbständige Gemeinde.
- Das Dorf Lesumbrok entstand erst mit dem Deichbau im 13. Jahrhundert, als auf dem Sumpfgebiet gesiedelt werden konnte. Bis 1871 war es eine selbstständige Gemeinde.
- Das Dorf Dunge bestand zunächst nur aus den zwei Landgütern Klein- und Großdunge und einem Hof. Im 14. Jahrhundert waren die Güter im bürgerlichen bzw. im ministerialen Besitz. Gut Großdunge wurde im 17. Jahrhundert vom Syndikus Johann Camp erworben und um 1807 von der Familie Iken. Dunge war bis 1851 eine selbständige Gemeinde und kam dann zu Grambke. Großdunge gehörte zum Kirchspiel Lesum und ab 1823 zu Grambke, Kleindunge zum Kirchspiel Burg.

#### St. Magnus
In dem um 1500 entstandenen Johan Rode Bok wird St. Magnus unter den zerstörten Burgen des Erzstifts Bremen aufgelistet. Vermutlich lag die Burg auf dem Kapellenberg neben dem Wirtschaftshof, an den heute die Meierhofstraße und die Straße Gut Weilen erinnern. Hier könnte der Witwensitz der Emma von Lesum gewesen sein. Im 14. Jahrhundert kamen die Güter an das Domkapitel und im 17. Jahrhundert an die Herren von Schönebeck. Mitte des 14. Jahrhunderts entstand durch die Lesumer Kirche die Kapelle St. Magnus, deren Kirchenpatronat vielfach wechselte (Kloster Lilienthal, Dom, St. Ansgarii). Sie verfiel nach der Reformation und wurde später restlos beseitigt.

### 1600 bis 1800

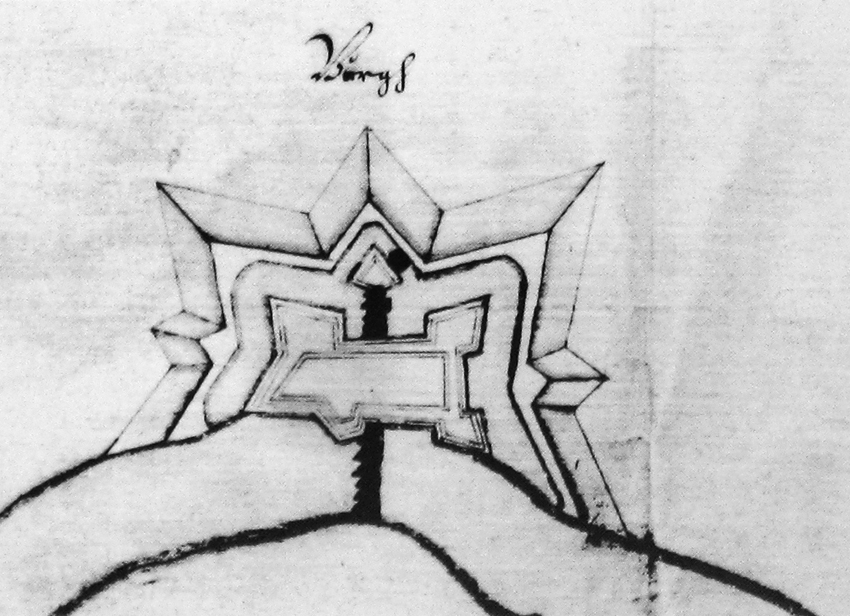
Burger Schanze von 1662 an der Lesum (Norden ist unten)

- Im Ersten Bremisch-Schwedischen Krieg 1654 griffen schwedische Truppen den strategisch wichtigen Lesumübergang bei Burg an und besetzten am 2. April die Burger Schanze. Am 15. Juni konnte die Befestigung von bremischen Truppen zurückerobert werden, fiel nach einer Belagerung am 5. September jedoch erneut in schwedische Hand. Bei dem Beschuss der Stellung wurde auch die Burger Kirche zerstört. Burg und Burgdamm gehörten nun zum Kirchspiel Grambke. Auch die Kirchspielschule von Grambke war für die Dörfer Burg, Burgdamm und Grambkermoor zuständig. Erst 1674 entstand in Burg ein neues Schulhaus. 1809 wurde die Schule in Burg verlegt.
- Die territoriale Hoheit über das Gebiet um Burglesum übernahmen als Herzogtum Bremen ab 1666 die Schweden. Kurzzeitig von 1712 bis 1715 war Dänemark hier Landesherr und ab 1715 der Kurfürst von Braunschweig-Lüneburg, dessen Herzogtum später als Kurfürstentum Hannover tituliert wurde.
- 1686 wurde bei der Novemberflut die Lesumbrücke durch Eisgang zerstört.
- Im 17. Jahrhundert gab es eine Mühle in Burgdamm.
- 1722 wurde die barocke Grambker Dorfkirche erbaut und 1864 mit einem neugotischen Turm von 1864 ergänzt.
- 1780 standen an der Burger Schanze, die 1784 eingeebnet wurde, nur drei Häuser. Auf dem Gebiet entstanden nun 17 Siedlerstellen und eine Schule. An der Lesum wurde die Bossesche Werft gegründet, die Segelboote baute.

### 1800 bis 1900
- 1803 wurden Burg, Grambke, Grambkermoor, Mittels- und Niederbüren Bremer Landgebiet. 1804 entstand eine Holländermühle in Burgdamm. Von 1810 bis 1813 war das Gebiet unter französischer Herrschaft.
- Um 1812/15 hatten Grambke und Burg 687 und Lesum 445 Einwohner.
- Der Bau einer neuen Holzbrücke über die Lesum erfolgte in dieser Zeit.
- 1813 verlegte die Tabakfabrik Wilkens ihren Betrieb von Bremen nach Burgdamm und blieb hier bis 1910.
- 1810 wurde der bedeutende Pastor Georg Treviranus vom Bremer Senat zum Pfarrer in der Kirchgemeinde Grambke-Mittelsbüren ausgewählt. Er ging 1814 zur St.-Martini-Kirchgemeinde in Bremen.
- Die ab 1820 von Baudirektor Nicolaus Blohm geplante Chaussee von Walle nach Burg wurde im Abschnitt Oslebshausen bis Burg 1822 unter Leitung von Friedrich Moritz Stamm gebaut, nebst dem Chausseehaus in Grambke zur Erhebung des Wegegeldes. Aus der Chaussee wurde die spätere Bundesstraße 6.[18]
- Ab der Mitte des 19. Jahrhunderts begann eine Industrialisierung des Gebiets nördlich der Lesum, begünstigt durch den Umstand, dass Bremen nicht zum Deutschen Zollgebiet gehörte. Im hannoverschen Lesum und Burgdamm siedelten sich eine Wollwäscherei, Zigarren- und Porzellanfabriken an. Die Bremer Landgebiete südlich der Lesum blieben überwiegend ländlich.
- Der Baron Ludwig Knoop kaufte 1860 das Landgut Mühlenthal in St. Magnus. Er und andere wohlhabende Bremer bauten sich Villen auf dem hohen Ufer der Lesum.
- Bürgermeister Johann Smidt erwarb Mitte des 19. Jahrhunderts das Gut Kleindunge. Das Gut brannte 1885 ab.
- 1850 kam Grambkermoor zu Grambke, war dann von 1871 bis 1888 wieder selbstständig, dann bis 1921 bei Grambke, anschließend erneut bis 1939 selbstständig und danach bei Bremen.
- 1852 gehörte St. Magnus zum Amt Lesum, 1885 zum Kreis Blumenthal, 1939 zu Bremen und ab 1946 zum Bremer Stadtteil Burglesum.
- 1860 entstand die Gemeinde Burgdamm aus den Gemeinden Marßel, Burgdamm und Vorburgdamm.
- 1866 wurden Lesum, St. Magnus und Burgdamm preußisch. 1871 wurde das Dorf Lesumbrok mit Dunge vereinigt; es kam 1889 zu Grambke.
- Der Zollanschluss Bremens von 1888 bedeutete den industriellen Stillstand für Lesum und Burgdamm, da die Industrie sich in Bremen ansiedelte.
- Der Bau der ersten Eisenbrücke über die Lesum erfolgte von 1892 bis 1893.

Schulen:
- 1809 wurde in Burg eine neue einklassige Schule für 27 Kinder gebaut.
- 1820 wurde in St. Magnus auf dem Kapellenberg eine einklassige Schule eingerichtet und 1885 ein Neubau erstellt.
- 1825 entstand zwischen Grambke und Burg für beide Dörfer eine zweiklassige Schule für 200 Schüler. 1872 musste ein weiterer Schulbau folgen und 1898/1902 noch ein Schulbau mit sechs Klassen und einer Turnhalle.
- Lesumbrok hatte am Anfang des 19. Jahrhunderts nur eine kleine Nebenschule des Kirchspiels Lesum, die ab 1824 – wie die Gemeinde – zum Kirchspiel Vegesack wechselte.
- 1862 erhielt Burgdamm und 1872/73 Lesumbrok eine neue Schule.

### Nach 1900
- 1905 hatte Grambke mit Grambkermoor, Dunge und Lesumbrok 1.620 und das gesamte Gebiet des heutigen Burglesum 6.599 Einwohner.
- Freiwillige Feuerwehren wurde 1912 in Burgdamm, 1913 in St. Magnus sowie 1936 in Grambkermoor und Lesumbrok gegründet.
- 1903 erhielt der Apotheker Wilhelm August Egeling (1861–1929) eine Konzession und betrieb seit 1904 die Burg-Apotheke an der Burger Heerstraße.
- 1921 erfolgte die Eingemeindung der bremischen Landgemeinden Burg und Grambke in die Stadt Bremen und 1939 die Eingemeindung der bis dahin preußisch-hannoverschen Gemeinden Lesum, St. Magnus und Burgdamm nach Bremen infolge der Vierten Verordnung über den Neuaufbau des Reichs. Auch die bremischen Landgemeinden Büren (Mittelsbüren), Grambkermoor und Lesumbrok mit Dunge wurden in die Stadt Bremen eingemeindet.[19]
- In der Zeit des Nationalsozialismus war Fritz Johann Köster (* 27. September 1906), SA-Hauptsturmführer, von 1934 bis 1939 NS-Bürgermeister der Gemeinde Lesum. Er war u. a. verantwortlich für die Ermordung von drei Juden in Burgdamm und Platjenwerbe während der Novemberpogrome 1938.[20] Bei den auf Anweisung Fritz Kösters ermordeten Juden handelte es sich um das jüdische Arztehepaar Adolph und Martha Goldberg sowie den Platjenwerber Obermonteur Leopold Sinasohn[21].
- Auf der Norddeutschen Hütte mussten von 1939 bis 1945 Zwangsarbeiter aus den besetzten Gebieten und Kriegsgefangene arbeiten. Sie lebten im Lager Riespott im Werderland.
- 1947 eröffnete die diakonischen Pflege- und Rehabilitationseinrichtung Friedehorst ihren Betrieb, heute einer der größten Arbeitgeber im Stadtteil.
- 1950/1951 wurde Camp Lesum, ein Durchgangslager für auswanderungswillige Displaced Persons, erbaut.
- Magdalene Pauli (1875–1970) veröffentlichte 1951 unter dem Pseudonym Marga Berck den autobiografischen Briefroman Sommer in Lesmona im Christian Wegner Verlag.
- 1957 wurde das Dorf Mittelsbüren zugunsten der Klöcknerhütte weitgehend aufgegeben. Die neugotische Moorlosenkirche von 1846/47 blieb erhalten.
- Der sogenannte Gummibahnhof in Burgdamm war nach dem Zweiten Weltkrieg bis in die 1960er Jahre ein Knotenpunkt für ankommende Überlandbusse und die ins Bremer Zentrum fahrenden Busse und Trolleybusse. Er wurde später in Goldbergplatz umbenannt nach dem von den Nazis in der Reichspogromnacht ermordeten jüdischen Arztehepaar Goldberg, das in der Nähe eine Arztpraxis betrieben hatte.
- 1960 hatte Burglesum 26.693 Einwohner.
- Der Bau der Siedlung Marßeler Feld mit 2.300 Geschosswohnungen und 300 Einfamilienhäusern durch die Gewoba und die Brebau erfolgte von 1963 bis 1968.
- Das Lesumsperrwerk wurde 1971 aus Gründen des Hochwasserschutzes erbaut.
- Mit der A 270 als Stadtautobahn für Bremen-Nord wurden von Ihlpohl aus die Stadtteile Burglesum, Vegesack und Blumenthal an das deutsche Autobahnnetz angebunden.
- Teile des Werderlandes wurden 1996 als Naturschutzgebiet ausgewiesen.

Schulen:
- 1951 wurde in Burgdamm an der Stargarder Straße eine neue Schule errichtet, die 1958 eine Turnhalle und 1963 eine Erweiterung erhielt.
- Die alte Schule an der Grambker Heerstraße erhielt 1952 eine Turnhalle.
- 1960 entstand in Lesum die Schule Am Mönchshof an der Hindenburgstraße.
- 1962 erhielt die Schule St. Magnus einen Erweiterungsbau.
- 1965 war das Gymnasium Lesum im Steinkamp (heute Schulverbund Lesum) als Neubau für das Gymnasium an der Kirchheide in Vegesack fertiggestellt worden, das als Schulzentrum des Sekundarbereiches II 1975 an der Bördestraße erweitert wurde.
- 1966 wurde die Sonderschule an der Louis-Seegelken-Straße eingerichtet.
- 1969 begann der Aufbau eines Schulzentrums in Grambke an der Alwin-Lonke-Straße.
- 1971 entstand die Schule Vor dem Heisterbusch (heute Schulverbund Lesum).

### Bevölkerungsentwicklung
Heutiger Stadtteil und die heutigen Ortsteile in Fettschrift
| Dörfer, Ortsteile              | 1812       | 1821/58    | 1885       | 1905       | 1975   | 1995   | 2007   |
| ------------------------------ | ---------- | ---------- | ---------- | ---------- | ------ | ------ | ------ |
| Burg                           | 135        |            | 288        |            |        |        |        |
| Grambke Grambkermoor Lesumbrok | 283 71 133 |            | 546 51 204 | zus. 1.620 |        |        |        |
| Burg-Grambke                   |            |            |            |            | 5.755  | 6.931  | 6.796  |
| Marßel                         | 48         | 1858: 383  |            |            | ≈9.000 |        |        |
| Burgdamm                       |            | 1821: 61   |            | 1.560      | 12.727 | 11.388 | 10.973 |
| Lesum                          | 445        | 1858: 1079 |            | 2.169      | 11.035 | 9.726  | 9.119  |
| St. Magnus                     |            | 1821: 313  | 549        | 1.250      | 5.493  | 5.969  | 5.851  |
| Werderland                     |            |            |            |            | 297    | 356    | 389    |
| Burglesum                      |            |            |            |            | 35.306 | 34.370 | 33.128 |

## Politik und Verwaltung

### Beirat
Der Beirat Burglesum tagt regelmäßig und in der Regel öffentlich im Sitzungsraum des Ortsamts. Der Beirat setzt sich aus den auf Stadtteilebene gewählten Vertretern der politischen Parteien oder Einzelkandidaten zusammen. Die Beiratswahlen finden alle vier Jahre statt, zeitgleich mit den Wahlen zur Bremischen Bürgerschaft. Der Beirat diskutiert über alle Belange des Stadtteils, die von öffentlichem Interesse sind, und fasst hierzu Beschlüsse, die an die Verwaltung, die Landesregierung und die Stadtbürgerschaft weitergeleitet werden. Für seine Arbeit bildet er Fachausschüsse. Dem Beirat stehen für stadtteilbezogene Maßnahmen eigene Haushaltsmittel zur Verfügung.
Beiratssprecher ist Martin Hornhues (CDU).

### Ortsamt
Das Ortsamt Burglesum ist seit 1946 die örtliche Verwaltungsbehörde, die die örtlichen Aufgaben, welche von  öffentlichem Interesse sind, wahrnimmt. Es wird von einem vom Ortsamtsbeirat vorgeschlagenen und vom Senat bestätigten Ortsamtsleiter geführt. 2012 wurde Florian Boehlke (SPD) zum Ortsamtsleiter ernannt.

## Kultur und Sehenswürdigkeiten

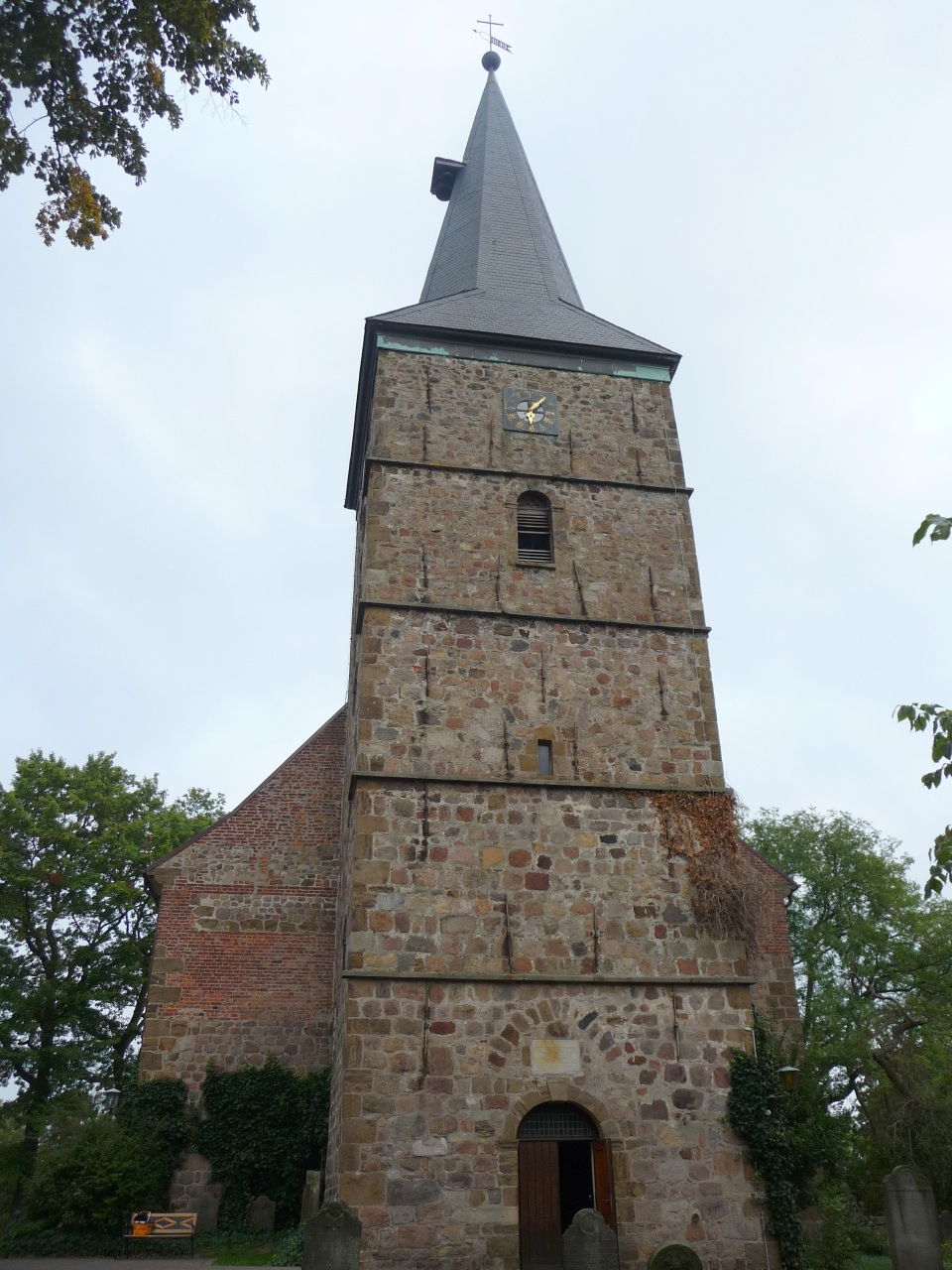
St. Martini in Lesum

### Bauwerke
- Ev. St. Martini Kirche in Lesum, 1235 erstmals erwähnt, jedoch älterer Ursprungsbau. Vom Ursprungsbau ist der romanische Turm erhalten, das Kirchenschiff wurde 1778 bis 1779 nach Plänen von Johann Diercks umgebaut.
- Ev. Grambker Pfarrkirche von 1722 als barocker Saalbau, neugotischer Turm von 1864
- St.-Magni-Kirche in St. Magnus, 1967 nach Plänen von Eberhard Gildemeister erbaut.[22]
- Moorlosen Kirche in Mittelsbüren im Werderland, erbaut von 1846 bis 1847 im neugotischen Stil nach Plänen von Anton Theodor Eggers.
- Doktorhaus an der Lesumbroker Landstraße 110 im Werderland, errichtet 1770.
- Spiegelhof an der Lesumbroker Landstraße 220 im Werderland, 1667 erbaut als Fachwerk-Bauernhaus.
- Haus Schwalbenklippe von 1905 in Lesum gebaut für Emmy Kulenkampff. Im Vorgängerhaus wohnte 1858/1860 Admirals Brommy, Befehlshaber der ersten deutschen Reichsflotte.
- Lehnhofsiedlung in St. Magnus, 1950 bis 1960 nach Plänen von Eberhard Gildemeister erbaut.[23]
- Haus Lesmona in St. Magnus, 1814 errichtet als Heinrichsburg für die Kaufleute Anton und Heinrich Walte. Haus und Park sind der Standort des Romans Sommer in Lesmona von Magdalene Pauli.
- Torhaus Schloss Mühlental in St. Magnus mit dem neogotischen Pförtner- und dem Gärtnerhaus; beide von 1871 nach Plänen von Gustav Runge.
- Gymnasium Lesum, Steinkamp; Architekt Hermann Brede, BDA-Preis 1974.[24]
- Katholische St.-Birgitta-Kirche mit Altenwohnheim in Marßel von 1972 von Architekt Veit Heckrott; 1974 BDA-Preis Bremen.[25]

### Denkmale und Kunst
- Admiral-Brommy-Büste von 2004, Erinnerung an Karl Rudolf Brommy
- Gräfin-Emma-Denkmal von 2009, Erinnerung an Gräfin Emma
- Baum-Roland von 2011 zum 600. „Geburtstag“ des Bremer Rolands

### Parks und Grünanlagen

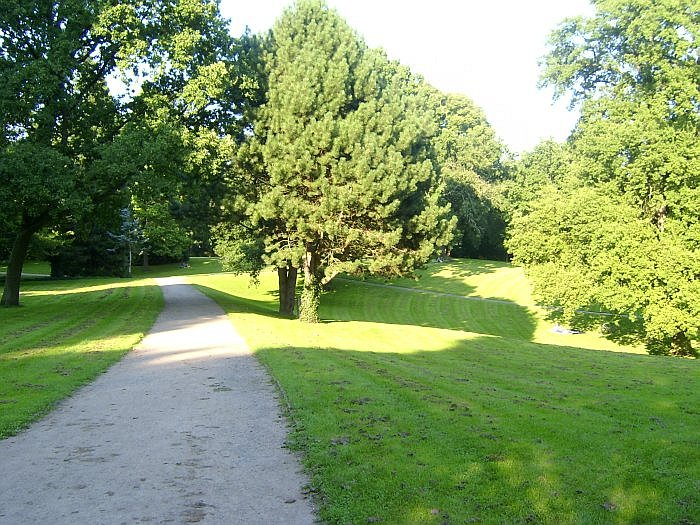
Knoops Park

- Knoops Park in St. Magnus, angelegt durch den Fabrikanten Ludwig Knoop nach Plänen von 1870 von Gartenarchitekt Wilhelm Benque, ist 65 Hektar groß.
- Naturschutzgebiete Zentrales Werderland (241 Hektar) und der anschließende Dunger See (33 Hektar)
- Naturgebiet Schönebecker Sand auf der Halbinsel zwischen Weser und Lesum.
- Grambker See, Naturschutzgebiet Grambker Feldmarksee, Sportparksee Grambke und der zweigeteilte Burger See mit umgebenden Grünanlagen.
- Naturschutzgebiet Ruschdahlmoor (4,8 Hektar) in Lesum.
- Pellens Park in Burgdamm.
- Friedehorstpark mit Seilgarten im äußersten Nordosten von St. Magnus in Nachbarschaft zur Lehnhof-Siedlung.
- Im Ihletal befinden sich mehrere Grünanlagen (teils parkartig gestaltet, teils naturnah), die zwischen der Landesgrenze am Verkehrsknoten Ihlpohl im Norden und der Bahnlinie im Süden entlang der Ihle erwandert werden können.

### Veranstaltungen
- Kulturfest Lesmona, seit 1994 jeden Sommer in Knoops Park

## Öffentliche Einrichtungen

### Allgemein
- Ortsamt Burglesum
- Polizeirevier Lesum mit den zusätzlichen Stationen Marßeler Feld und Grambke
- Freiwillige Feuerwehr Bremen-Burgdamm, Burgdammer Ring 68
- Freiwillige Feuerwehr Bremen-Grambkermoor, Am Burger See 14c.
- Freiwillige Feuerwehr Bremen-Lesumbrok, Lesumbroker Landstraße 152

### Schulen

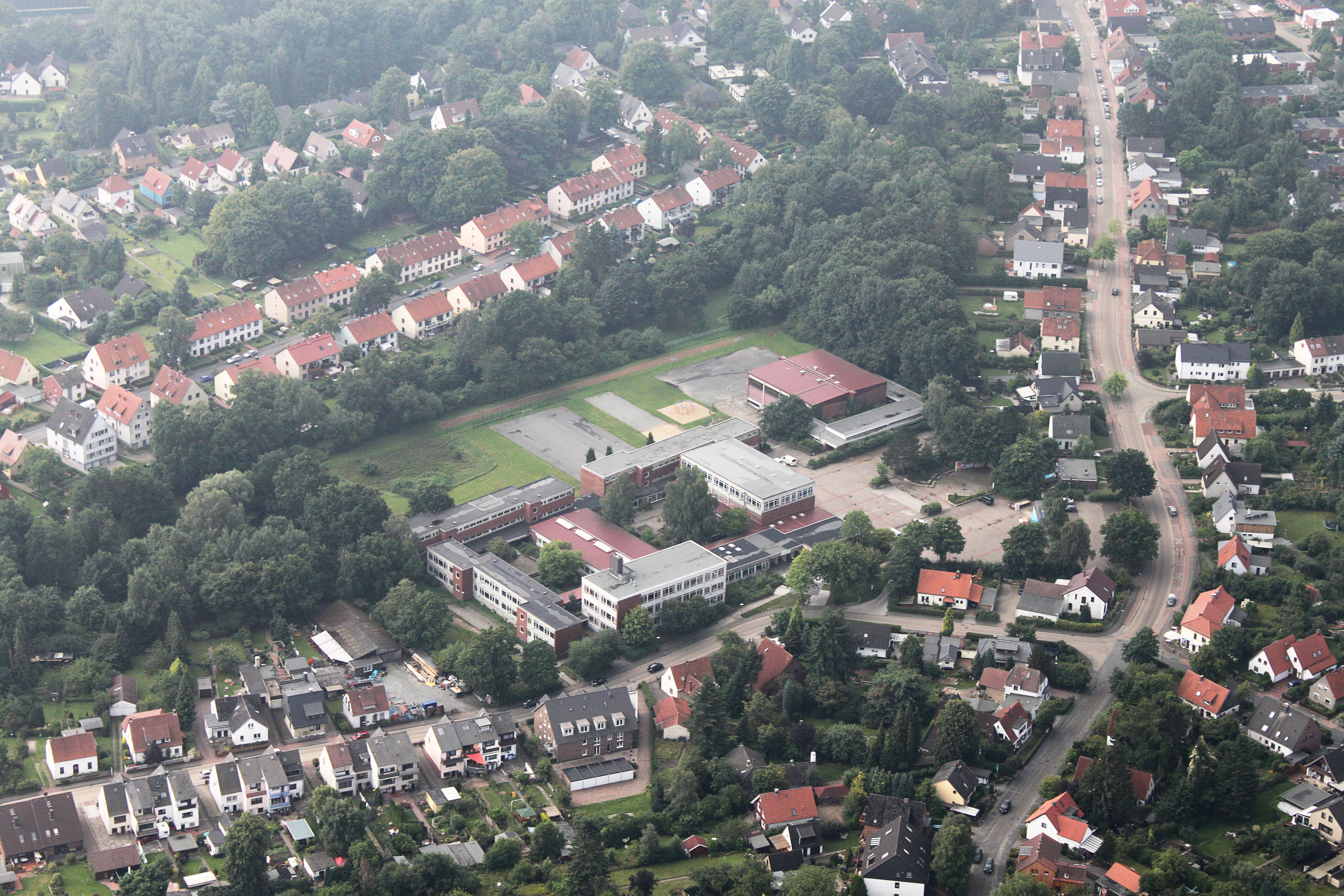
Oberschule Lesum

- Schule an der Louis-Seegelken-Straße (Förderzentrum).
- Schule Burgdamm (Grundschule und ein Förderzentrum).
- Schule St. Magnus (Grundschule).
- Schule an der Landskronastraße von 1964 (Grundschule).
- Schule an der Grambker Heerstraße (Grundschule als Ganztagsschule).
- Schule Am Mönchshof (Grundschule).
- Oberschule an der Helsinkistraße (Sek. I-Bereich/Ganztagsschule).
- Oberschule Lesum als Schulverbund in Lesum (Gesamtschule).
- Schulzentrum des Sekundarbereichs II an der Bördestraße Oberstufenzentrum mit gymnasialen und beruflichen Bildungsgängen mit den Abteilungen Gymnasium, Berufliche Schulen für Wirtschaft und Verwaltung.
- Schulzentrum des Sekundarbereichs II an der Alwin-Lonke-Straße mit den Abteilungen Gymnasium, Berufliche Schulen für Bautechnik und Baugestaltung.
- Eduard-Nebelthau-Gymnasium in Lesum, Lesumer Heerstraße.

### Soziales
- ca. 13 Kindergärten
- Dienstleistungszentrum Lesum der Paritätischen Gesellschaft für Soziale Dienste
- Seniorenwohnpark an der Ihle der Hansa GmbH in Lesum
- Seniorenwohnpark an der Lesum der Hansa GmbH von 1998 in Lesum
- Begegnungsstätte Grambke
- Altentagesstätte St. Magnus
- Stiftungsresidenz St. Ilsabeen der Bremer Heimstiftung in St. Magnus; Gebäude nach Plänen von Carsten Schröck (1960er Jahre) und Turk, Borchers, Richter (1977).[26]
- Heimstätte am Grambker See
- Stadtteilhaus Cigarrenmanufactur der Bremer Heimstiftung, Stader Landstraße 46
- Stiftungsdorf Blumenkamp der Bremer Heimstiftung in St. Magnus; das Altenpflegeheim von den Architekten Rudi Richter und Willi Kläner entstand 1960/64.[27]; siehe auch Haus Blumenkamp
- Sozialzentrum Adelenstift im Ortsteil Lesum; Erweiterungsbau von 2004 nach Plänen der Architekten Westphal und Partner.[28]
- Stiftung Friedehorst mit den Einrichtungen Dienste für Menschen mit Behinderung, Berufsförderungswerk, Neurologisches Rehabilitationszentrum für Kinder und Jugendliche und Rehabilitations- und Pflegeeinrichtungen für Senioren in Lesum.
- Tagesförderstätte und Wohnheim Chaukenhügel des Jugendgemeinschaftswerks als Heimstätten für behinderte Menschen in St. Magnus.

### Kirchen
- Ev. Kirchengemeinde Grambke

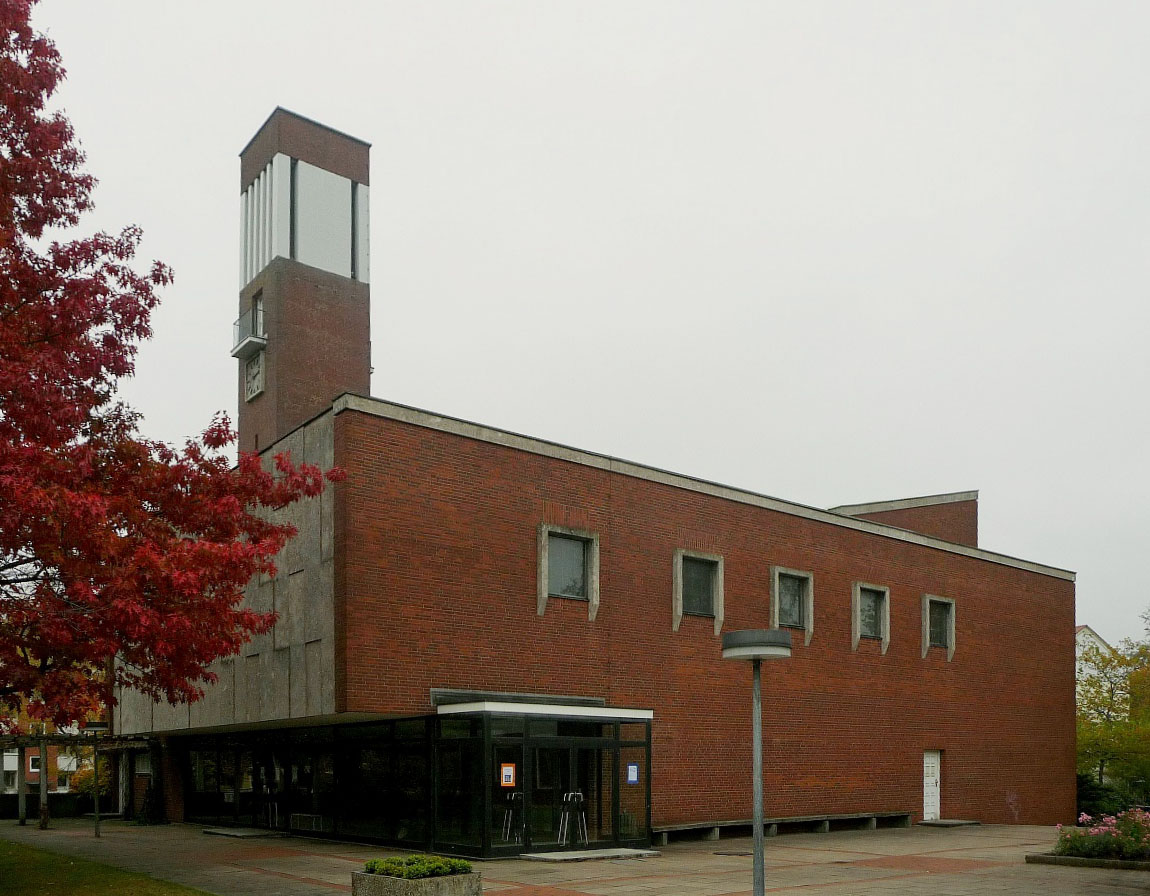
Ev. Söderblomkirche Marßel

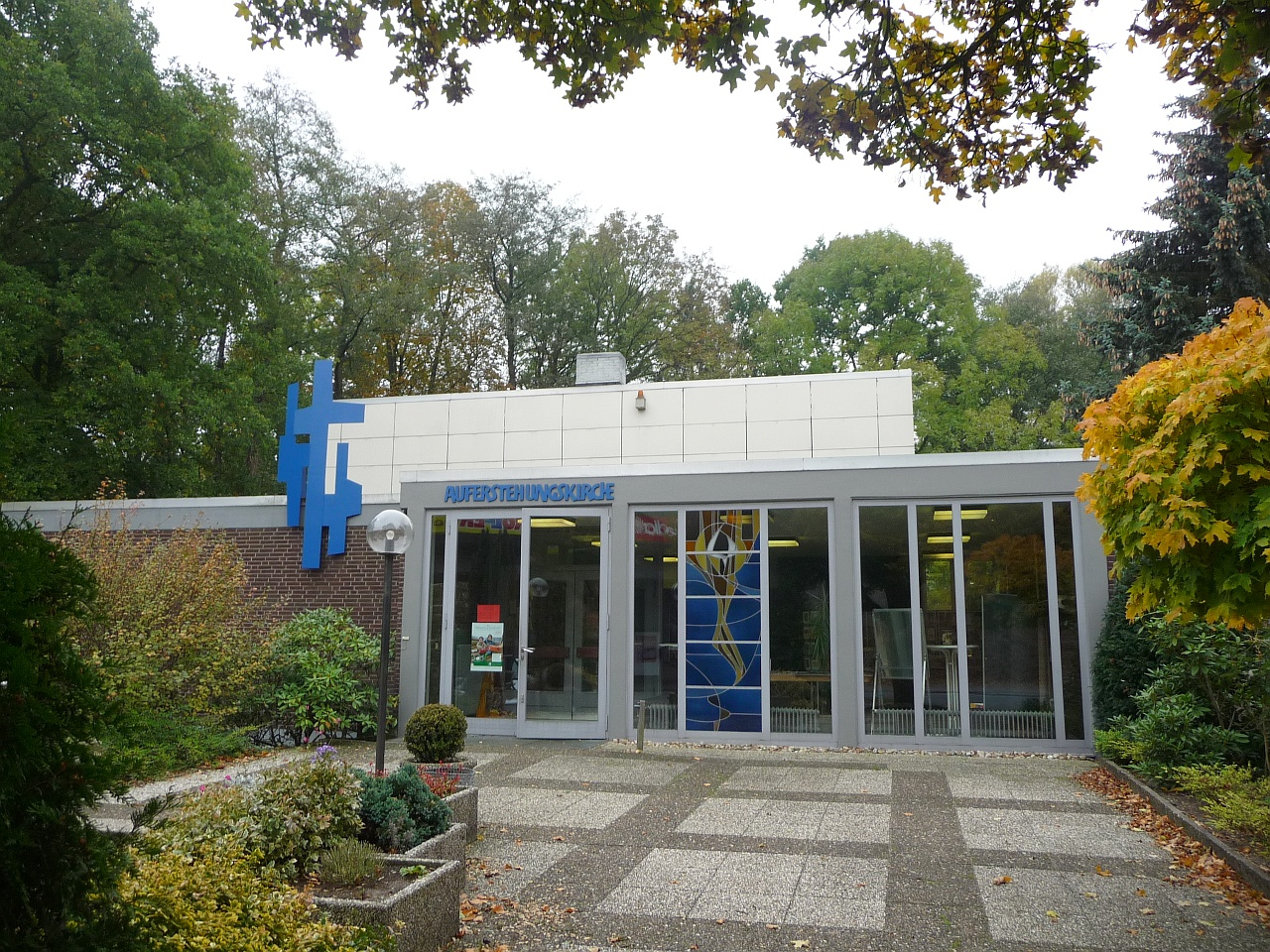
Ev.-Freikirchliche Auferstehungskirche Lesum

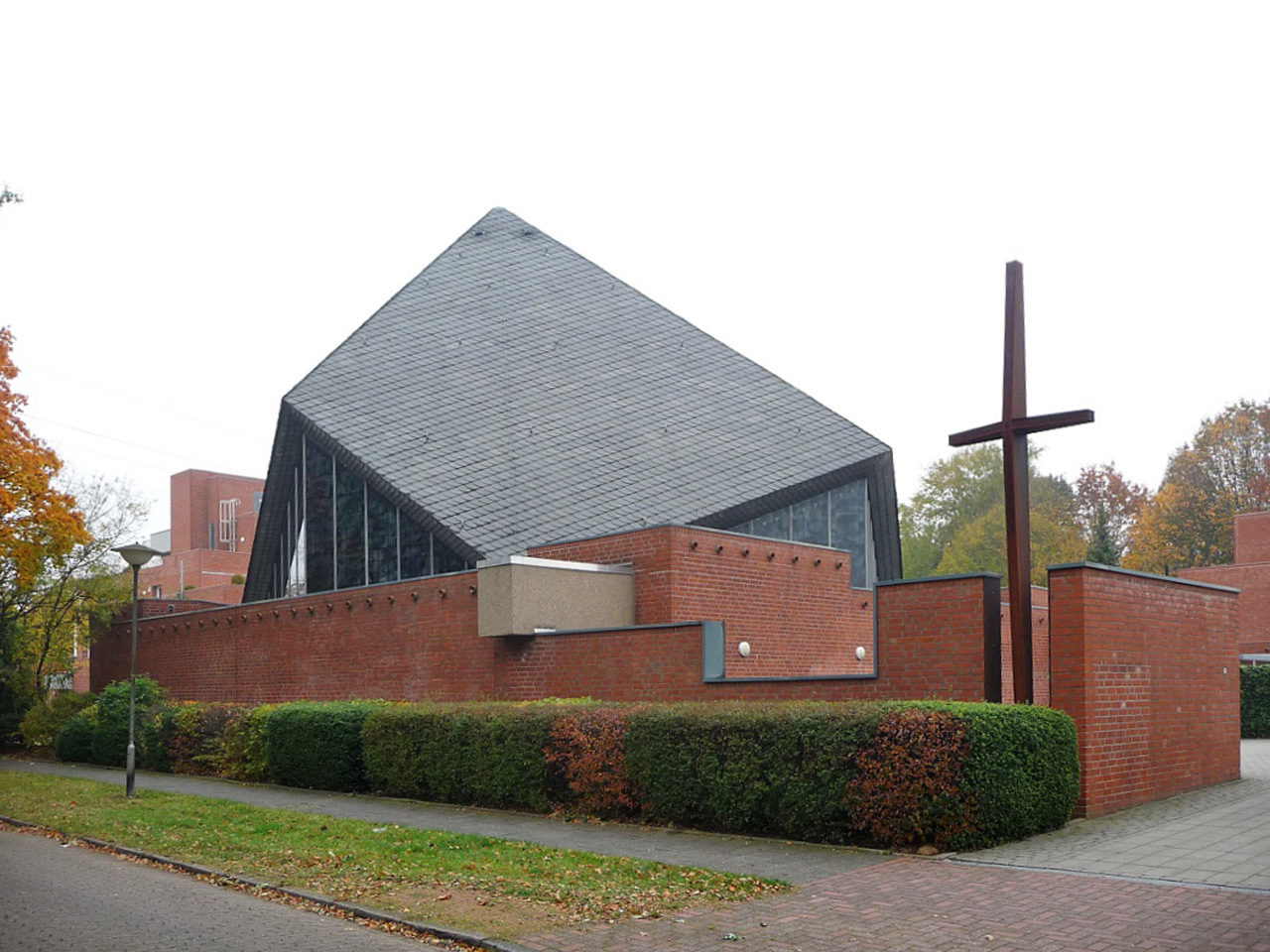
St.-Birgitta-Gemeindezentrum

- Ev. Gemeinde der Söderblomkirche in Marßel; Kirche von 1969, Architekt: Harald Kruschewsky.[29]
- Ev. Kirchengemeinde Mittelsbüren
- Ev. Kirchgemeinde St. Martini zu Lesum
- Ev. Kirchgemeinde St. Magni; Kirche und Gemeindehaus von 1967, Architekt Eberhard Gildemeister.[30]
- Katholische St.-Birgitta-Kirche mit Altenwohnheim in Marßel von 1972, Architekt: Veit Heckrott, 1974 BDA-Preis Bremen; seit 2012 Filialkirche der Osterholz-Scharmbecker Pfarrei Heilige Familie.[31]
- Evangelisch-Freikirchliche Auferstehungskirche Lesum (Baptisten)

### Sport
Anlagen
- Bezirkssportanlage in Burgdamm beim Pellenspark
- Schießsportanlage in Burg-Grambke an der Grambkermoorer Landstraße
- Sportanlage in St. Magnus, Mühlental/An Knoops Park
- Sportpark Grambke beim Badestrand des Grambker Sportparksees mit drei neuen Plätzen, An der kleinen Geest 7

Vereine
- Bremer Golfclub an der Lesum, mit Golfpark am Dunger See.
- 1. FC Burg von 1957, An der kleinen Geest 7
- Lesumbroker Segelverein
- SCNB – Segel Club Niedersachsen/Burg
- Segel-Verein Unterweser
- Schwimmverein Heidberg
- Sportgemeinschaft Marßel von 1965, Stader Landstraße 100
- Turn- und Sportverein St. Magnus (TSV St. Magnus), Auf dem Hohen Ufer 124
- Turn- und Sportverein Lesum-Burgdamm von 1876
- TV Grambke-Bremen von 1895 (TVG), Im Föhrenbrok 22
- VC Sport und Spiel Vegesack

## Wirtschaft und Verkehr

### Wirtschaft
- Größter Arbeitgeber in Lesum mit rund 800 Beschäftigten sind die Vereinigten Anstalten der Inneren Mission Friedehorst in der Rotdornallee mit 1.200 Plätzen für Senioren, Behinderte, für Rehabilitation und zur Pflege.
- Am Brokkampsweg in Burg-Grambke befindet sich das Kavernenfeld Lesum mit neun im Salzstock ausgesolten Speichern für Mineralöl und Erdgas.
- Burg-Grambke und Werderland grenzen an den Bremer Industriepark mit dem Stahlwerk von Arcelor Bremen.
- Wochenmärkte bestehen in den Ortsteilen Lesum (Hindenburgstraße) und Burgdamm (Stockholmer Straße).

### Verkehr

#### ÖPNV
Burglesum liegt an den Bahnstrecken Bremen–Bremerhaven (Bahnhof Bremen-Burg) und Bremen-Burg–Bremen-Vegesack (Bahnhof Bremen-Burg sowie Haltepunkte Bremen-Lesum und Bremen-St. Magnus). Die Stationen werden von der Regio-S-Bahn Bremen/Niedersachsen bedient.
Folgende Buslinien der Bremer Straßenbahn AG (BSAG) verbinden Burglesum mit anderen Bremer Ortsteilen sowie mit anderen Gemeinden:
- Buslinie 80: Gröpelingen – Industriehäfen – Bf Oslebshausen
- Buslinie 81: Gröpelingen – Bf Oslebshausen – Industriehäfen
- Buslinie 90: Gröpelingen – Burglesum – Vegesack – Blumenthal – Neuenkirchen
- Buslinien 91/92: Gröpelingen – Industriehäfen – Burglesum – Vegesack – Blumenthal – Rönnebeck
- Buslinie 93: Gröpelingen – Burglesum – Marßel
- Buslinie 94: Marßel – Burglesum – Vegesack – Blumenthal – Bockhorn – Schwanewede-Nord
- Buslinie 95: Gröpelingen – Burglesum – Vegesack – Blumenthal – Bockhorn
- Nachtlinie N7 (Bus): Hauptbahnhof – Findorff – Walle – Gröpelingen – Burglesum – Vegesack – Blumenthal – Neuenkirchen
- Mehrere Regionalbuslinien ergänzen das Angebot.

#### Straßen
Die A 27 (Anschlussstelle Bremen-Nord) und die A 270 (Anschlussstellen Bremen-Ihletal, Bremen-Lesum und Bremen-St. Magnus) führen durch den Stadtteil.
Näher dargestellt sind die wichtigsten Straßen wie
- Hindenburgstraße als bedeutsame Hauptstraße
- Bremer Heerstraße in Nord-Süd-Richtung als frühere Bundesstraße 6
- Bremerhavener Heerstraße in Nord-Süd-Richtung als frühere Bundesstraße 6
- Grambker Heerstraße als wichtige Durchgangsstraße von Burg nach Gröpelingen und frühere Bundesstraße 6
- Burger Heerstraße als wichtige Durchgangsstraße von Burg nach Gröpelingen und frühere Bundesstraße 6

#### Rad- und Wanderwege
Rad- und Wanderwege führen
- beidseitig an der Lesum westlich nach Vegesack,
- in das Werderland bis nach Nieder- und Mittelsbüren zur Moorlosen Kirche,
- in östlicher Richtung zum Wümme-Radweg und zum Blockland.

#### Wasserwege
- In Mittelsbüren im Ortsteil Werderland befindet sich eine Anlegestelle für den Ausflugsschiffverkehr auf der Weser zwischen Bremen und Bremerhaven. Am alten Lesumer Hafen befindet sich ein Anleger für die Fahrgastschifffahrt nach Worpswede.

## Persönlichkeiten
- Wilhelm Ahrens (1898–1974) war Uhrmacher, Redakteur der Bremer Volkszeitung, Ortsamtsleiter in Vegesack (1949–1964) und Mitglied der Bremer Bürgerschaft (1950–1963).
- Amalie Augsburg (1844–1899), Malerin und Grafikerin
- Heinrich Baden (1887–1954), Maler, Atelier und Wohnhaus ab 1936 im Haus Klexel in St. Magnus
- Karl Rudolf Brommy, eigentlich Karl Rudolf (Carl Rudolph) Bromme (1804–1860), Marineoffizier und deutscher Konteradmiral, St. Magnus
- Ferdinand Dreier (1808–1895), erster Bremer Kaufmann (Zigarrenfabrik) der sich in Lesum (Haus Alt-Reebeck) ansiedelte (Ferdinand-Dreier-Weg)
- Fiona Erdmann (* 1988) Model und Schauspielerin aus Marßel
- Heinrich Hoops (1867–1946), Pastor u. a. in Mittelsbüren-Grambke, Verfasser der Geschichte von Grambke
- Bettina Hornhues (* 1972), Bundestagsabgeordnete (2013–2017) und Bürgerschaftsabgeordnete (CDU) seit 2019
- Hugo Körtzinger (1892–1967), Maler, Bildhauer, Schriftsteller und Orgelspieler
- Kevin Lenkeit (* 1985), Bürgerschaftsabgeordneter (SPD) seit 2019
- Heinz Lilienthal (1927–2006), Glasmaler und Designkünstler
- Bernhard Rothfos (1898–1998), Unternehmer und Kaufmann, wurde in St. Magnus geboren
- Louis Seegelken (1860–1948), Gemeindevorsteher in Lesum (1890–1931), Rendant der Sparkasse
- Heinrich Seekamp (1859–1931), geboren in Burglesum, Cigarrenfabrikant, Gemeindevorsteher (1897–1921)
- Albert Semsrott (1869–1936), geboren in Lesum, Kapitän und Schriftsteller
- Juan María Solare (* 1966) in Lesum lebender Komponist und Pianist
- Arnold Thill (1914–2001), Ortsamtsleiter von 1960 bis 1979, SPD-Bürgerschaftsabgeordneter von 1955 bis 1967
- Michael Wüstenberg (* 1954), emeritierter römisch-katholischer Bischof von Aliwal in Südafrika; war Pfarrer von St. Peter und Paul in Bremen-Lesum